# Hamisciprus
A hamisciprus vagy álciprus (Chamaecyparis) a ciprusfélék családjának egyes szerzők szerint egy, mások szerint több nemzetsége — utóbbi esetben a Chamaecyparisból eredetileg a Xanthocyparis (Farjon 2002) nemzetséget választották le. A 2000-es években egyes szerzők e két nemzetség egyes fajait a Callitropsis Oerst. nemzetségbe vonták össze. Debreczy et al. (2009) ebbe az új nemzetségbe sorolta át legismertebb fajukat, a Nutka álciprust (Chamaecyparis nootkatensis majd Xanthocyparis nootkatensis, jelenleg Callitropsis nootkatensis.
Vannak, akik a hamisciprusokat egyáltalán nem különítik el, hanem összes fajukat beolvasztják a ciprus (Cupressus) növénynemzetségbe.

## Származása, elterjedése
Fajai Kelet-Ázsiában és Észak-Amerikában honosak. Közülük többet dísznövényként számos helyre betelepítettek, ezért a legtöbb fajnak számos kertészeti változata ismert..

## Megjelenése, felépítése
20–70 méter magasra növő, örökzöld fa. Termete, megjelenése a cipruséhoz hasonló, de ágai sűrűbbek, tobozai kisebbek. Jellemző, hogy vezérhajtása általában bókoló. Levelei egyéves koráig tűszerűek, az érett fáé pikkelyszerűek. A tobozainak alakja a gömbölydedtől az oválisig változhat, bennük tobozpikkelyenként (ugyancsak a ciprustól eltérően) 2–4 magkezdemény alakul ki. A magvak egy év alatt megérnek.

## Fajai
A nemzetségbe az alábbi recens fajok tartoznak:
- Chamaecyparis formosensis – Tajvan
- oregoni hamisciprus (Chamaecyparis lawsoniana) – Észak-Amerika nyugati része
- hinoki hamisciprus (Chamaecyparis obtusa) – Japán
- szavara hamisciprus (Chamaecyparis pisifera) – Japán
- Chamaecyparis taiwanensis – Tajvan
- mocsári hamisciprus (Chamaecyparis thyoides, régebben Chamaecyparis sphaeroidae) – Észak-Amerika keleti része

Kihalt fajok:
- †Chamaecyparis eureka – középső eocén, Kanada, Axel Heiberg sziget
- †Chamaecyparis linguaefolia – kora–középső oligocén, USA, Colorado

A Xanthocyparis nemzetségben a Callitropsisok leválasztása után egy faj maradt: 
- vietnámi aranyciprus (Xanthocyparis vietnamensis)

A Callitropsis nemzetség fajai:
- Callitropsis abramsiana (C.B. Wolf) D.P. Little
- Callitropsis arizonica (Greene) D.P. Little
- Callitropsis bakeri (Jeps.) D.P. Little
- Callitropsis benthamii (Endl.) D.P. Little
- Callitropsis forbsii (Jeps.) D.P. Little
- Callitropsis glabra (Sudw.) D.P. Little
- Callitropsis goveniana (Gordon?) D.P. Little
- Callitropsis guadalupensis (S. Watson) D.P. Little
- Callitropsis lusitanica (Mill.) D.P. Little
- Callitropsis macnabiana (A. Murray) D.P. Little
- Callitropsis macrocarpa (Hartw.) D.P. Little
- Callitropsis nevadensis (Abrams) D.P. Little
- nutka ciprus (nutka hamisciprus, nutka álciprus, Callitropsis  nootkatensis) (D. Don) D.P. Little
- Callitropsis pigmaea (Lemmon) D.P. Little
- Callitropsis sargentii (Jeps.) D.P. Little
- Callitropsis stephensonii (C.B. Wolf) D.P. Little